# Riley Mk. 30
La Riley-Multimatic Mk. 30 è una vettura di classe LMP2, conforme alle norme FIA/ACO in vigore dal 2017. Quest'auto è inoltre utilizzabile nelle classi di prototipi dell'IMSA. La vettura ha fatto il suo debutto alla 24 ore di Daytona del 2017, cogliendo subito un podio.

## Sviluppo
La vettura è il risultato di una collaborazione tra Riley Technologies e Multimatic Motorsport, ideata in modo da ottenere una delle quattro licenze per costruire le nuove vetture di classe LMP2 del 2017. L'auto ha svolto i primi test nel dicembre del 2016 con il team Spirit of Daytona Racing. Ha sin da subito mostrato una velocità di punta piuttosto bassa, persino nella configurazione a basso carico adottata a Le Mans.

## Vetture derivate

### Mazda RT24-P

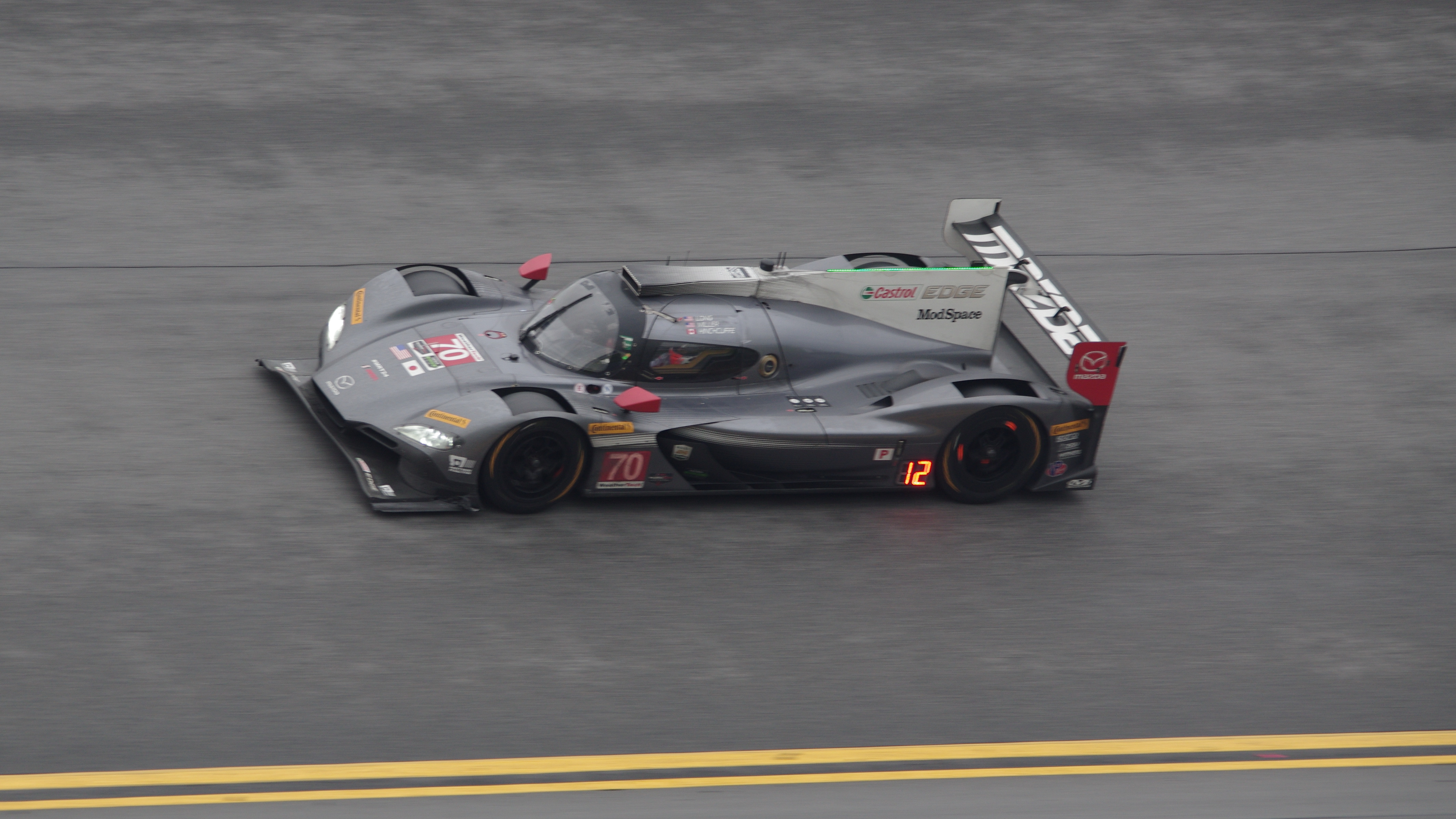
Mazda RT-24P #70 sul circuito di Daytona

Una variante di questo prototipo, la Mazda RT-24P, è stata prodotta per partecipare ai campionati IMSA secondo i nuovi regolamenti DPi in vigore dal 2017. La vettura è stata sviluppata in collaborazione con Mazda Motorsports e con Multimatic. Il motore V8 Gibson è stato sostituito da un propulsore Mazda, 4 cilindri in linea, 2 litri turbo (MZ-2.0T). Vi sono inoltre importanti differenze aerodinamiche rispetto alla Mk30 di partenza. L'auto ha fatto il suo debutto alla 24H di Daytona 2017 con il team SpeedSource. Attualmente due vetture sono impegnate nel WeatherTech SportsCar Championship con il Mazda Team Joest.

### Porsche 963
La Porsche 963 di classe LMDh è basata sul telaio Multimatic Mk. 30. La vettura è impiegata nel WEC e nel campionato IMSA a partire dal 2023.

### Audi
Anche Audi ha annunciato la creazione di una vettura di classe LMDh basata sul telaio della Multimatic Mk. 30 con l'intenzione di debuttare nella stagione 2023. Era previsto che l'auto fosse costruita in stretta collaborazione con Porsche, condividendo anche il motore con la Porsche 963. Tuttavia la casa tedesca, nonostante avesse già annunciato alcuni piloti e la collaborazione con il team WRT, ha prima messo in pausa e poi cancellato definitivamente il programma.